# Partido del Imperio Alemán
El Partido del Imperio Alemán  (en alemán: Deutsche Reichspartei, DRP) fue un partido político nacionalista de Alemania Occidental. Fue fundado en el año 1950 como sucesor del Partido Derechista Alemán (Deutsche Rechtspartei), y tuvo cinco escaños durante la primera legislatura del Bundestag.

## Historia

### Formación
El DRP se estableció en 1950, cuando la mayoría de los miembros del Deutsche Rechtspartei en el Bundestag decidieron establecer un partido más formal bajo su misma sigla. El nuevo partido incluía a los "Demócratas Nacionales", un grupo político escindido del antiguo DRP en Hesse.  El DRP tomó su nombre de un partido con el mismo nombre que había existido durante el Imperio Alemán. Los tres vicepresidentes iniciales, Wilhelm Meinberg, Otto Hess y Heinrich Kunstmann, habían sido todos miembros del Partido Nazi.
Desde 1951 el partido publicó su propio periódico, denominado Reichsruf ("La llamada del Reich").

### Desarrollo
El partido se vinculó al neonazismo en 1952, cuando el Partido Socialista del Reich (SRP) fue declarado anticonstitucional y disuelto por el Tribunal Constitucional Federal de Alemania.  Gran parte de sus miembros se unieron al DRP. Su gran número de miembros, entre los que se encontraba el expiloto de la Luftwaffe Hans-Ulrich Rudel, hizo que el partido fuese visto como la nueva fuerza del neonazismo, teniendo además estrechos lazos con el misticismo nazi.
Durante el estable gobierno de Konrad Adenauer y el crecimiento experimentado durante el Wirtschaftswunder, el DRP se presentó a varias elecciones federales, con un promedio de alrededor del 1% de los votos a nivel nacional en las elecciones de 1953, 1957 y 1961. Entre 1951 y 1959 contó con representación en el Parlamento Regional Bajo Sajón. El único avance importante del partido luego de esto llegó este último año en las elecciones estatales de Renania-Palatinado, donde ganó el 5,1% de los votos y fue capaz de obtener un parlamentario en el Landtag del estado.
En 1962, el partido participó en una conferencia internacional de grupos políticos de extrema derecha en Venecia liderada por Oswald Mosley, y se inscribió como miembro del Partido Nacional de Europa, dirigido por Mosley.

### Desaparición
La falta de éxito nacional, sin embargo, hizo a los dirigentes del DRP buscar extender su influencia más allá, poniéndose en contacto con líderes de otros partidos de derecha como el Partido Alemán (DP) y el Gesamtdeutsche Partei (GDP), buscando estrechar lazos con estas formaciones. Pronto se vio que una unión formal con otros partidos derechistas era la mejor solución. Finalmente, el DRP celebró su congreso final en Bonn en 1964. En este se votó por formar una nueva unión de "fuerzas democráticas nacionales". El partido fue simbólicamente disuelto, y en su lugar fue establecido el Partido Nacionaldemócrata de Alemania (NPD) inmediatamente después, siendo el sucesor oficial del partido.